# Кемеркол
Кемерко́л (каз. Кемеркөл) — село у складі Аккольського району Акмолинської області Казахстану. Входить до складу Наумовського сільського округу.
До 2018 року село називалось Виноградовка.
Населення — 164 особи (2021; 234 у 2009, 288 у 1999, 349 у 1989).
Національний склад станом на 1989 рік:
- казахи — 34 %
- росіяни — 33 %.